# Buschbock

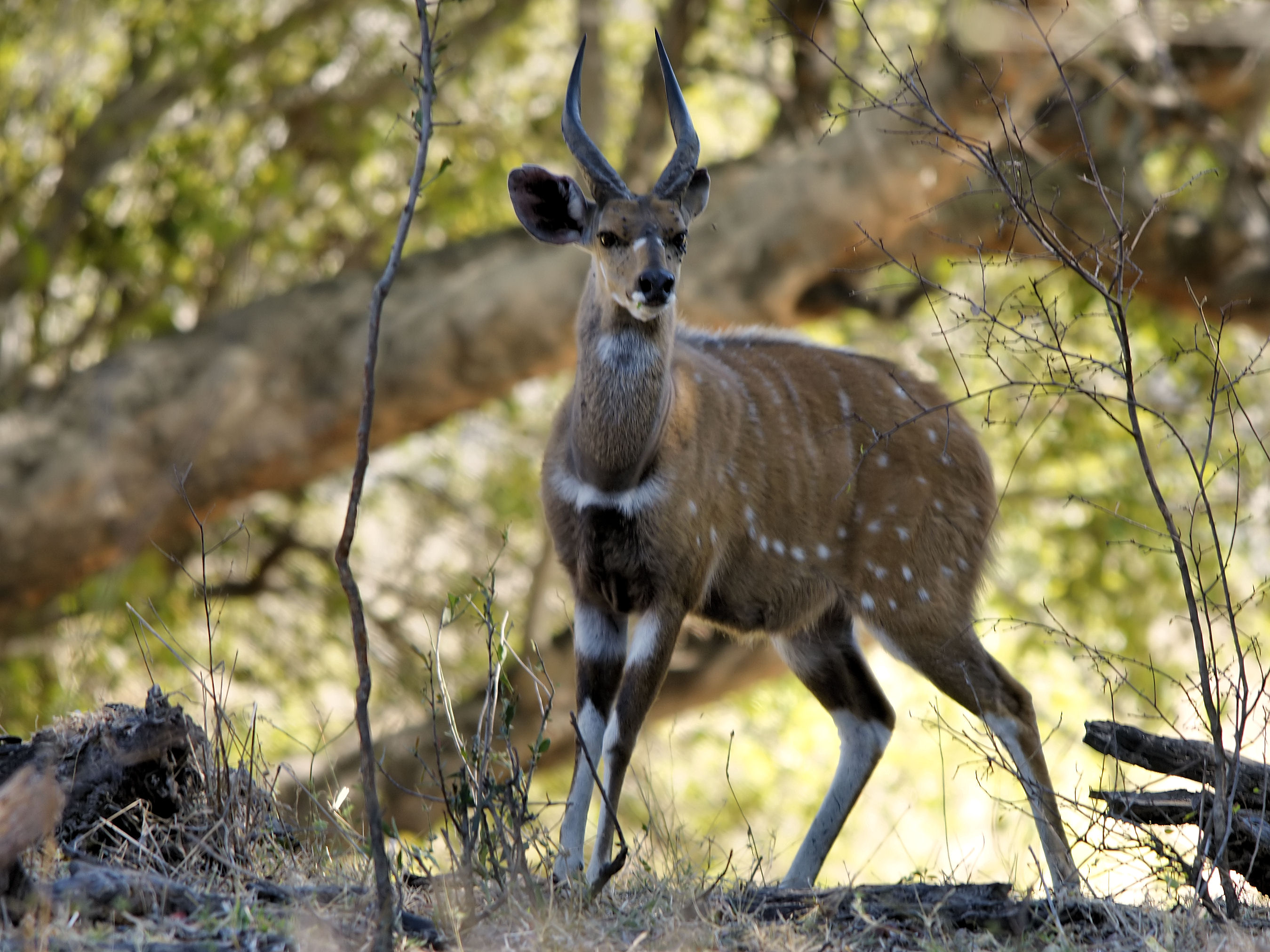
Sambia-Schirrantilope (Tragelaphus ornatus)

Als Buschbock wird ein Artenkomplex verschiedener, mehr oder weniger näher miteinander verwandter afrikanischer Antilopenarten der Gattung Tragelaphus bezeichnet. Ursprünglich wurden sie in einer einzigen Art geführt und mit Tragelaphus scriptus bezeichnet.

## Beschreibung
Farbe und Musterung der Buschböcke variieren stark nach Region, von hell- bis dunkelbraun zu rotbraun sowie von einigen hellen Stellen bis zu zahlreichen weißen Streifen und Flecken. Alle Tiere haben eine auffällige weiße Markierung am Hals und an der Brust, die je nach Art variiert. Die Männchen tragen 50 cm lange, scharfe gewundene Hörner und eine am Rückgrat entlanglaufende Mähne. Diese kann zur Schau aufrecht gestellt werden.
Die ausgewachsenen Tiere erreichen eine Körperlänge von 1,1 bis 1,5 m und ein Gewicht zwischen 25 und 80 kg, mit einer Schulterhöhe von 75 bis 110 cm. Männchen sind deutlich größer und dunkler als Weibchen.

## Verbreitung

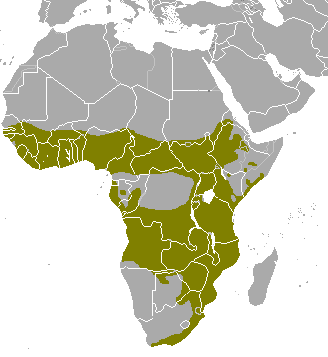
Verbreitungsgebiet der Buschböcke

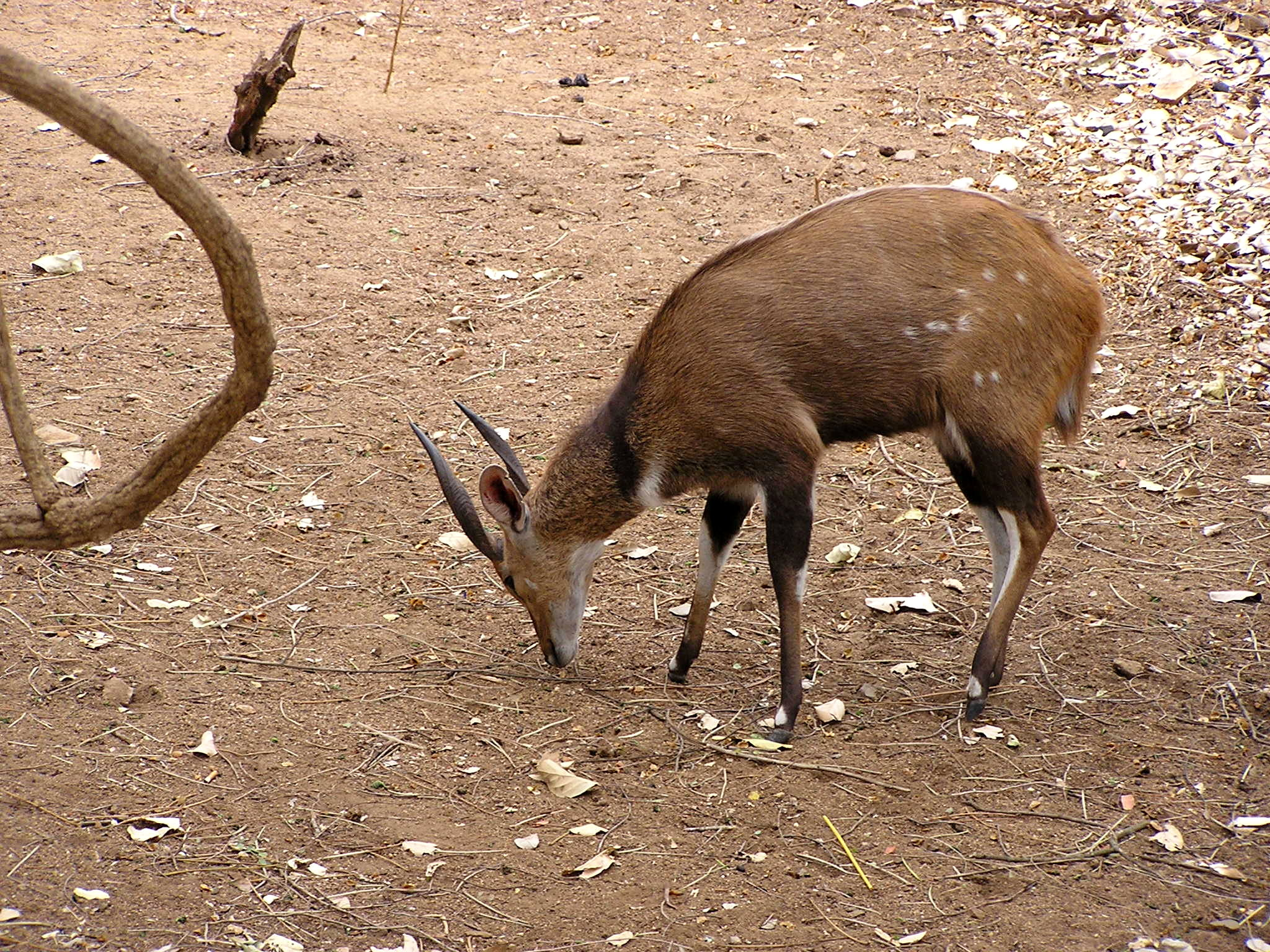
Südliche Schirrantilope (Tragelaphus sylvaticus)

Das Verbreitungsgebiet der Tiere ist das südlich der Sahara gelegene Afrika. Unter anderem sind sie in den Nationalparks Addo Elephant, St. Lucia, Hluhluwe/Umfolozi, Kruger, Moremi, Chobe, Mana Pools, Kafue, South Luangwa, Nyika, Upemba, Arusha, Lake Manyara, Mudumu, Ngorongoro, Ruwenzori, Virunga, Garamba, Queen Elizabeth, Mount Elgon, Marsabit, Samburu, Meru, Mount Kenya, Aberdare, Masai Mara und Nairobi zu finden. Eine ungewöhnliche Ansiedlung des Buschbocks fand 1976 im Calauit Game Preserve and Wildlife Sanctuary auf den Philippinen statt. Es ist die einzige Population von Buschböcken außerhalb Afrikas.

## Lebensraum
Ihr bevorzugter Lebensraum sind Wälder und Buschwerk in Wassernähe. Sie leben auch in waldigen Schluchten entlang ausgetrockneter Wasserläufe. In Bergwäldern erreicht der Buschbock Höhenlagen von bis zu 4000 Metern. Gelegentlich besuchen die Tiere die Randzonen von Ortschaften und Gärten.

## Lebensweise
Buschböcke leben meistens als Einzelgänger oder paarweise. Sie sind sowohl tag- als auch nachtaktiv und ernähren sich von Laub, Triebspitzen, Gräsern, Kräutern und Früchten. Die Tiere bewegen sich geschickt in dichtestem Pflanzenwuchs, wo sie tunnelartige Wechsel hinterlassen. Oft suchen sie das Wasser auf, um zu schwimmen. In Bedrängnis springen sie auf und geben einen Ruf von sich, der Hundegebell ähnelt. Nach einer Tragzeit von 7½ Monaten wird nur ein Junges gesetzt.

## Systematik
Ursprünglich wurden die Buschböcke in einer Art (Tragelaphus scriptus) zusammengefasst und innerhalb dieser zwei Unterarten unterschieden, der Delameres Buschbock (Tragelaphus scriptus delamerei) und die Schirrantilope (Tragelaphus scriptus scriptus; die Bezeichnung Schirrantilope kommt von der einem Pferdegeschirr ähnelnden Fellzeichnung). Teilweise wurden auch bis zu 40 Unterarten anerkannt. Eine molekulargenetische Studie aus dem Jahr 2009 erbrachte jedoch, dass die Buschböcke einen Artenkomplex aus zwei oder mehreren Arten bilden. In einer Revision der Hornträger, veröffentlicht im Jahr 2011 von Colin Peter Groves und Peter Grubb, wurden insgesamt acht Arten in zwei Artengruppen unterschieden. Folgende Vertreter werden heute zu den Buschböcken gestellt:
- Tragelaphus scriptus-Gruppe

- Sudan-Schirrantilope (Tragelaphus bor Heuglin, 1877)
- Äthiopien-Schirrantilope (Tragelaphus decula Rüppell, 1835)
- Kongo-Schirrantilope (Tragelaphus phaleratus C. H. Smith, 1827)
- Senegal-Schirrantilope (Tragelaphus scriptus (Pallas, 1766))

- Tragelaphus sylvaticus-Gruppe

- Ostküsten-Schirrantilope (Tragelaphus fasciatus Pocock, 1900)
- Hochland-Schirrantilope (Tragelaphus meneliki Neumann, 1902)
- Sambia-Schirrantilope (Tragelaphus ornatus Pocock, 1900)
- Südliche Schirrantilope (Tragelaphus sylvaticus Sparrman, 1780)

Laut den genetischen Untersuchungen aus dem Jahr 2009 basierend auf mitochondrialer DNA sind die Vertreter der Tragelaphus scriptus-Gruppe näher mit dem Nyala (Nyala angasii), die der Tragelaphus sylvaticus-Gruppe mit dem Bongo (Tragelaphus eurycerus) und der Sitatunga (Tragelaphus spekeii) verwandt. Die Buschböcke entstanden möglicherweise im Pliozän vor rund 3,9 Millionen Jahren im nordöstlichen Afrika, als dort im Gegensatz zu heute noch dichte Wälder bestanden. Vor rund 2,5 Millionen Jahren im Übergang zum Pleistozän spalteten sich die beiden Artengruppen auf, wobei in der Folgezeit die scriptus-Gruppe dann bis in das westliche Afrika, die sylvaticus-Gruppe bis in das südliche Afrika vordrang. Analysen der Kern-DNA aus dem Jahr 2018 bestätigten die Trennung der beiden Buschbock-Gruppen. Hier bilden aber beide ein Schwestergruppenverhältnis. Die unterschiedlichen Ergebnisse bei den Analysen der mitochondrialen und der Kern-DNA gehen möglicherweise auf Hybridisierungsereignisse zwischen T. scriptus-Formen und dem Nyala in der Vergangenheit zurück. Darüber hinaus ließen sich markante Unterschiede im Chromosomensatz der beiden Kladen feststellen, der bei T. scriptus 2n=57M/58F, bei T. sylvaticus dagegen 2n=33M/34F lautet. Hier kam es wohl nach der Trennung der beiden Kladen und im Zuge der überartlichen Hybridisierung zu einer massiven chromosomalen Umstrukturierung bei T. scriptus.